# Schwartzia andina
Schwartzia andina är en tvåhjärtbladig växtart som beskrevs av Gir.-cañas. Schwartzia andina ingår i släktet Schwartzia och familjen Marcgraviaceae. Inga underarter finns listade i Catalogue of Life.